# Мердвень-Исар
Мердвень-Исар (также Исар-Кая) — руины небольшой средневековой крепости XII—XIII века на одноимённой вершине у обрыва Ай-Петринской яйлы, примерно в 250 м севернее верхнего выхода Шайтан-Мердвеня.
Небольшая крепостца была построена в XII веке местными владетелями для охраны и надзора за горным проходом. Укрепление площадью 0,3 гектара занимало выступ скалы, окружённой обрывами и доступный с севера и востока, где была сооружена стена общей длиной около 100 м с проходной башней. Внутри имелась маленькая церковь (размером 6,35 на 3,75 м), несколько жилых и хозяйственных построек. Источника воды в крепости не было, на основании чего исследователи заключают, что исар предназначался больше для функций сторожевого поста, чем боевой единицы. Укрепление погибло в XIII веке в какой-то междуусобной борьбе местных горских феодалов.
Первые документированные известия о руинах оставлены Пётром Кеппеном в 1830-х годах (со слов местных жителей), а в 1934 году развалины были найдены археологом Николаем Эрнстом и опубликованы в статье «Историко-археологические памятники южного берега Крыма». Разведочные раскопки исара проводились геологом и археологом Фирсовым в 1967 году, а основные исследования производились экспедицией 1979—1980 года, по итогам которой была уточнена хронология и, насколько это возможно, культурно-этническая принадлежность укрепления. Предполагается, что изначальный охранный пункт у перевала со временем превратился в небольшой локальный феодальный центр с населением 30—40 человек, кроме военных функций, ведущих натуральное хозяйство и поддерживавших товарный обмен с Херсонесом (напр., оттуда происходило большинство черепицы строений крепости).